# Winklas
Winklas ist ein Gemeindeteil des Marktes Stammbach im Landkreis Hof (Oberfranken, Bayern). Winklas liegt in der Gemarkung Gundlitz.

## Geografie
Die Einöde liegt im Tal des Perlenbachs und ist allseits von Wald umgeben. In der Gegend gibt es zahlreiche Quellen, die für die Trinkwassernutzung aufbereitet werden. Ein Wirtschaftsweg führt 800 Meter nordwestlich nach Gundlitz.

## Geschichte
Die Gegend hieß ursprünglich „Loch“. Bis 1757 gab es hier Bergbau.  1804 wurde dort ein Haus errichtet. Die Herren von Guttenberg waren Grundherren des Anwesens. Bis 1840 kam noch ein Gütlein hinzu. Infolge des Gemeindeedikts wurde Winklas dem 1812 gebildeten Steuerdistrikt Marienweiher und der zugleich entstandenen Ruralgemeinde Winklas zugewiesen. 1837 kam Winklas zur neu gebildeten Gemeinde Gundlitz. Im Zuge der Gebietsreform in Bayern wurde Winklas am 1. Januar 1978 nach Stammbach eingemeindet.

### Einwohnerentwicklung
| Jahr      | 001812 | 001819 | 001861 | 001871 | 001885 | 001900 | 001925 | 001950 | 001961 | 001970 | 001987 |
| Einwohner | 19     | *      | 17     | 20     | 5      | 16     | 0      | 6      | 4      | 3      | 0      |
| Häuser    | 4      |        |        |        | 2      | 3      | 1      | 1      | 1      |        | 1      |
| Quelle    | [ 7 ]  | [ 10 ] | [ 11 ] | [ 12 ] | [ 13 ] | [ 14 ] | [ 15 ] | [ 16 ] | [ 17 ] | [ 18 ] | [ 1 ]  |

## Religion
Winklas ist gemischt konfessionell. Die Katholiken sind nach St. Jakobus der Ältere (Marktschorgast) gepfarrt, die Protestanten nach St. Maria (Stammbach).